# Robaje
Robaje es un pueblo ubicado en el municipio de Mionica, distrito de Kolubara, Serbia.

## Superficie
Cuenta con una superficie de 12,59 kilómetros cuadrados.

## Demografía
Hasta 2022 la población era de 270 habitantes, con una densidad de población de 21,45 habitantes por kilómetro cuadrado.
| 862                                                             | 868 | 836 | 741 | 667 | 524 | 511 | 406 | 270 |
| (Fuente: Population statistics of Eastern Europe & former USSR) |     |     |     |     |     |     |     |     |